# Eulophia javanica
Eulophia javanica är en orkidéart som beskrevs av Johannes Jacobus Smith. Eulophia javanica ingår i släktet Eulophia och familjen orkidéer. Inga underarter finns listade i Catalogue of Life.